# Bahnstrecke Prien–Aschau
| |                      |                                     |                                     |
| Streckennummer (DB): | 5706                 |                                     |                                     |
| Kursbuchstrecke (DB): | 952                  |                                     |                                     |
| Kursbuchstrecke: | 428h (1946)          |                                     |                                     |
| Streckenlänge: | 9,573 km             |                                     |                                     |
| Spurweite: | 1435 mm (Normalspur) |                                     |                                     |
| Streckenklasse: | CE                   |                                     |                                     |
| Minimaler Radius: | 267 m                |                                     |                                     |
| Streckengeschwindigkeit: | 60 km/h              |                                     |                                     |
| |                      |                                     |                                     |
| \| \| \| von Rosenheim \| \| \| \| 0,065 \| Prien a Chiemsee \| 531 m \| \| \| \| nach Salzburg Hbf \| \| \| \| \| Staatsstraße 2092 (Bernauer Straße) \| \| \| \| 2,490 \| Urschalling \| Urschalling \| \| \| 4,130 \| Vachendorf \| Vachendorf \| \| \| 5,107 \| Umrathshausen Bahnhof \| Umrathshausen Bahnhof \| \| \| 6,660 \| Umrathshausen Ort \| Umrathshausen Ort \| \| \| \| Bundesautobahn 8 \| \| \| \| \| Schafelbach \| \| \| \| 9,638 \| Aschau (Chiemgau) \| 606 m \| \| \| \| \| \| \| Quellen: [2][3][4] \| \| \| \| |                      |                                     |                                     |
| Strecke |                      | von Rosenheim                       | von Rosenheim                       |
| Bahnhof | 0,065                | Prien a Chiemsee                    | 531 m                               |
| Abzweig geradeaus und nach links |                      | nach Salzburg Hbf                   | nach Salzburg Hbf                   |
| Brücke |                      | Staatsstraße 2092 (Bernauer Straße) | Staatsstraße 2092 (Bernauer Straße) |
| Haltepunkt / Haltestelle | 2,490                | Urschalling                         | Urschalling                         |
| Haltepunkt / Haltestelle | 4,130                | Vachendorf                          | Vachendorf                          |
| ehemaliger Haltepunkt / Haltestelle | 5,107                | Umrathshausen Bahnhof               | Umrathshausen Bahnhof               |
| Haltepunkt / Haltestelle | 6,660                | Umrathshausen Ort                   | Umrathshausen Ort                   |
| Strecke mit Straßenbrücke |                      | Bundesautobahn 8                    | Bundesautobahn 8                    |
| Brücke über Wasserlauf |                      | Schafelbach                         | Schafelbach                         |
| Haltepunkt / Haltestelle Streckenende | 9,638                | Aschau (Chiemgau)                   | 606 m                               |
| |                      |                                     |                                     |
| Quellen: |                      |                                     |                                     |

Die Bahnstrecke Prien–Aschau, auch Chiemgaubahn, ist eine eingleisige, nicht elektrifizierte Nebenbahn in Bayern. Sie zweigt in Prien am Chiemsee von der Bahnstrecke Rosenheim–Salzburg ab und führt nach Aschau im Chiemgau. 

## Geschichte

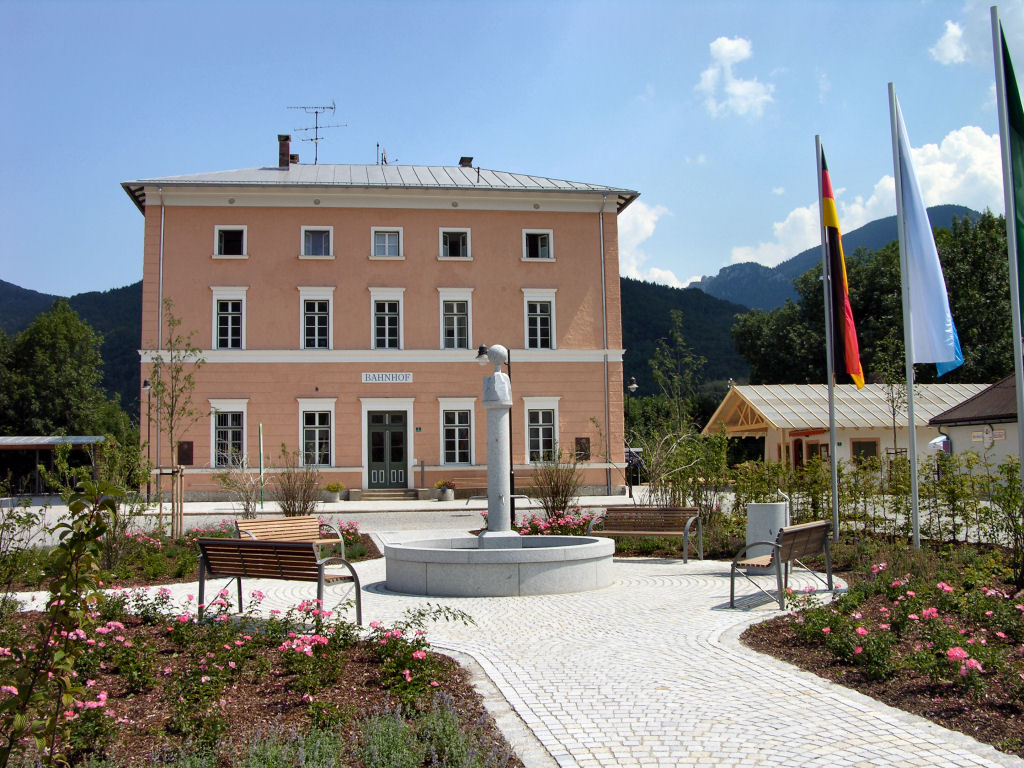
Bahnhof Aschau (Chiemgau)

Nachdem Theodor von Cramer-Klett im Jahr 1875 Schloss Hohenaschau und die zugehörigen Ländereien des Prientales gekauft hatte, finanzierte er den Bau einer Vizinalbahn nach Aschau vor. Die Eröffnung erfolgte am 18. August 1878.
Im Sommerfahrplan 1939 waren täglich acht Personenzugpaare verzeichnet. Die Reisezeit von Prien nach Aschau betrug 20 Minuten, was einer Reisegeschwindigkeit von ungefähr 30 km/h entsprach.
Im Güterverkehr gab es bereits Mitte der 1980er Jahre nur noch ein marginales Aufkommen. Die wenigen verbliebenen Güterwagen wurden bedarfsweise den Personenzügen beigegeben.
Das 1982 eingeleitete Stilllegungsverfahren wurde letztlich nicht zum Abschluss gebracht. Stattdessen modernisierte die DB die Strecke. Kürzere Fahrzeiten, modernisierte Triebwagen und ein Taktfahrplan gaben der Strecke wieder eine Perspektive.
Mit dem Fahrplanwechsel im Dezember 2016 stellte die Deutsche Bahn die Bedienung des Haltepunkts Umrathshausen Bahnhof mit Reisezügen ein.
Auf der Strecke verkehren etwa stündlich Regionalbahnen, mit Verdichtung nachmittags an Werktagen. Die Triebwagen der Baureihe 628 benötigen für die zehn Kilometer lange Strecke 14 Minuten. Abends gibt es ein Zugpaar, das bis Rosenheim durchgebunden wird.

## Fahrzeugeinsatz
Ab den 1950er Jahren wurde die Strecke durch Uerdinger Schienenbusse der Baureihe VT 98 bedient (spätere Baureihe 798). 1987 erfolgte die Modernisierung von zwei Triebwagen (798 652 und 798 653) und einem Steuerwagen (998 896) durch das Ausbesserungswerk Kassel samt Neulackierung in den Produktfarben minttürkis/pastelltürkis/lichtgrau. Diese modernisierten Schienenbusse hatten als einzige der Deutschen Bundesbahn (DB) diese Farbgebung, alle anderen hatten, mit Ausnahme der drei weiß-blau lackierten für das Jubiläum 150 Jahre Deutsche Eisenbahnen, bis zum Schluss ihres Einsatzes bei der DB das für Triebwagen typische Purpurrot. 
Aufgrund dieser Einmaligkeit gibt es von mehreren Modelleisenbahn-Herstellern Modelle der Chiemgaubahn-Schienenbusse. Die Fahrzeuge waren anschließend von 1998 bis 2016 als „Ulmer Spatz“ im Touristikverkehr u. a. auf der Bahnstrecke Engstingen–Schelklingen im Einsatz. 798 652 und 998 896 werden heute durch die Interessensgemeinschaft RAB Classics eingesetzt, 798 653 ist beim Förderverein Bw Crailsheim abgestellt.
1996 wurden die Chiemgaubahn-Schienenbusse durch Triebwagen der Baureihe 628.4 ersetzt, welche Stand 2025 immer noch verkehren.

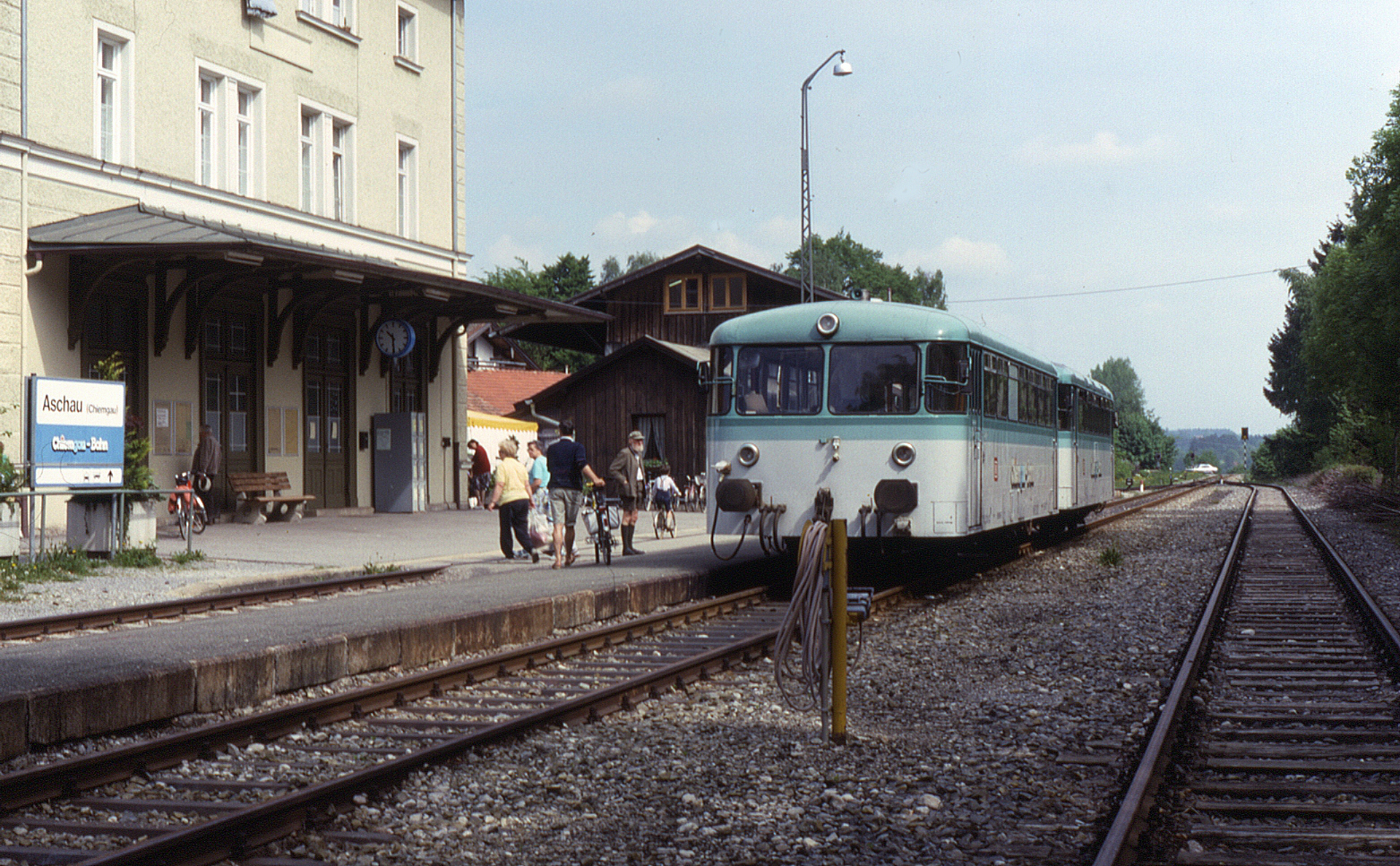
DB-Baureihe 798 im Chiemgaubahn-Design (Aschau; 1992)
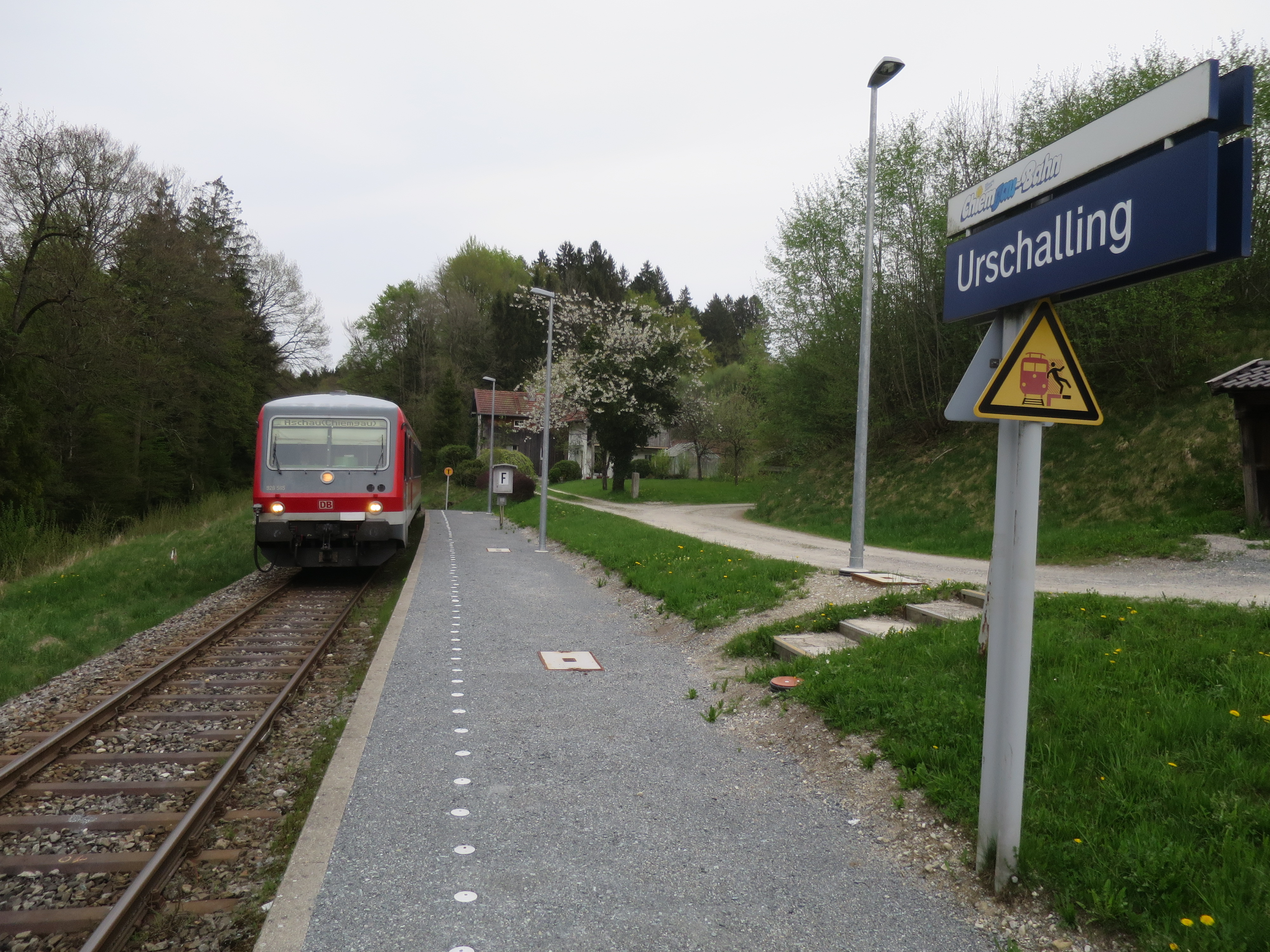
Triebwagen der Baureihe 628.4 (Urschalling; 2015)